# 모스크바 극장 인질극

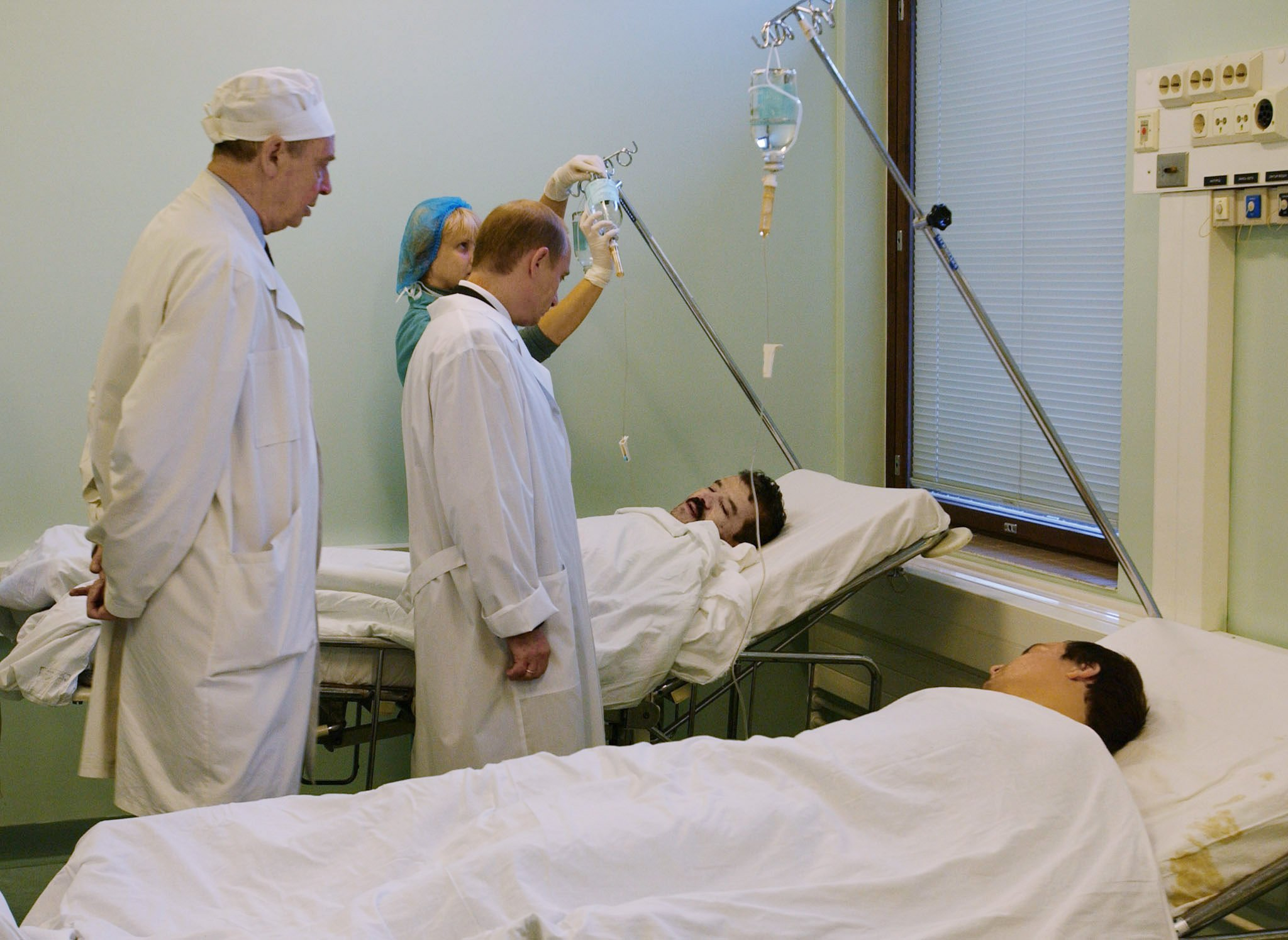

모스크바 극장 인질극 사건은 2002년 10월 23일에서 10월 26일까지 러시아 모스크바에 있는 오페라 극장에서 발생한 인질극 사건이다.
체첸 독립을 주장하는 테러리스트 40명이 극장에 난입하여, 공연을 관람하던 시민 850명을 인질로 억류하자 스페츠나츠가 테러리스트를 모두 사살하고 인질을 구출했다. 이 과정에서 인질 133명 포함 최소 170명이 사망하고 700명 이상이 다쳤다.

## 같이 보기
- 크로쿠스 시티홀 테러